# Kvinna i vitt
Kvinna i vitt är en svensk dramafilm från 1949 i regi av Arne Mattsson. I huvudrollerna ses Margareta Fahlén, Georg Løkkeberg, Eva Dahlbeck, Holger Löwenadler och Karl-Arne Holmsten.

## Handling
Karin Lange får anställning som läkare på sjukhuset S:t Botwids. Chefen professor Borenius tycker egentligen inte att kvinnor ska syssla med kirurgi.

## Om filmen
Kvinna i vitt bygger på en schweizisk roman. Filmen spelades in 1948 och hade premiär den 5 september 1949 på biograf Skandia vid Drottninggatan i Stockholm. Kvinna i vitt har visats vid ett flertal tillfällen i SVT.

## Rollista i urval
- Margareta Fahlén – Karin Lange, läkare
- Georg Løkkeberg – professor Borenius
- Eva Dahlbeck – Solveig Rygård, konsertpianist
- Karl-Arne Holmsten – Jan Lindqvist, läkare
- Holger Löwenadler – Bo Wallgren, läkare
- Sigge Fürst – Boman
- Barbro Nordin – syster Aina, sjuksköterska
- Julia Cæsar – Clara Clarin, tidigare operettprimadonna
- Artur Rolén – Hampling
- John Melin – Algotsson
- Marianne Löfgren – konsulinnan Blom
- Ludde Juberg – konsul Blom
- Mimi Nelson – Olga Lindberg
- Aurore Palmgren – fröken Andersson
- Georg Skarstedt – Alm
- Saga Sjöberg – Lilli Wallgren, Bos fru